# 艾伦·斯塔克
艾伦·斯塔克（英語：Allen Stack，1928年1月23日—1999年9月12日），美国男子游泳运动员。他曾代表美国参加1948年和1952年夏季奥林匹克运动会游泳比赛，其中1948年奥运会获得一枚金牌。